# 上月城
上月城（こうづきじょう）は、兵庫県佐用郡佐用町（旧上月町）にあった日本の城（山城）。

## 沿革
延元元年（1336年）、赤松氏の一族・上月景盛（こうづき かげもり）によって築かれた。嘉吉元年（1441年）の嘉吉の乱により、赤松満祐に加担した上月景則（かげのり）やその甥・上月景家（かげいえ）らが幕府軍の追討を受け、上月氏の嫡流は滅亡。
以後、山名氏・赤松氏の攻防が繰り広げられ、弘治3年（1557年）、赤松氏から一門の赤松政元が置塩城から入城した。その子・赤松政範は、佐用・赤穂・揖東・揖西・宍粟の五郡を領し、「西播磨殿」と呼ばれたが、天正5年（1577年）、織田信長の武将羽柴秀吉の攻撃を受け、落城した。その後は宇喜多直家に属していた上月景貞が入城するも同じく秀吉の攻撃と配下の江原親次の謀反によって落城し、尼子勝久ら尼子党が入った。翌天正6年（1578年）、毛利輝元が率いる大軍に囲まれ、救援の羽柴秀吉も三木城攻略のため撤退、孤立した尼子勝久は毛利氏に降服し自害した。この時、山中幸盛（鹿介）も捕らえられ備後国鞆に移送途中、備中国高梁で誅殺された。その後、上月城は廃城となった。
現在は土塁・石垣・空堀などの遺構が残る他、本丸に赤松氏の供養塔、麓には尼子氏の供養塔が残されている。